# Bistabil
În electronică, un bistabil (cum ar fi flip-flop-ul), este un circuit care are două stări stabile și poate fi utilizat pentru a stoca informații de stare - un multivibrator bistabil. Circuitul poate fi realizat pentru a schimba starea prin semnale aplicate la una sau mai multe intrări de control și va avea una sau două ieșiri. Este elementul de stocare de bază în logica secvențială. Bistabilele sunt elemente fundamentale ale sistemelor electronice digitale utilizate în computere, comunicații și multe alte tipuri de sisteme.
Flip-flop-urile sunt utilizate ca elemente de stocare a datelor. Un flip-flop este un dispozitiv care stochează un singur bit (cifră binară) de date; una dintre cele două state ale sale reprezintă una „una”, iar cealaltă reprezintă un „zero”. Un astfel de stocare de date poate fi utilizat pentru stocarea stării și un astfel de circuit este descris ca logică secvențială în electronică. Atunci când este utilizat într-o mașină cu stare finită, ieșirea și starea următoare depind nu numai de intrarea sa curentă, ci și de starea sa curentă (și, prin urmare, de intrările anterioare). Poate fi, de asemenea, utilizat pentru numărarea impulsurilor și pentru sincronizarea semnalelor de intrare cronometrate variabil cu un semnal de cronometrare de referință.